# Торизмунд
Торизмунд (Thorismund, на латински: Thurismundus; Torismond, Turismundo; † 453) e крал на вестготите от 451 до 453 г. от династията Балти.

## Произход
Торизмунд е внук на Аларих I (упр. 395 – 410) и е най-възрастният син на Теодерих I (упр. 418 – 451). Той има пет братя и неуточнен брой сестри. Негова сестра е омъжена за краля на свебите Рехиар. Друга негова сестра е омъжена (429?) за Хунерик, син на краля на вандалите Гейзерик.
Когато Гейзерик вижда възможност да сгоди Хунерик с Евдокия, дъщерята на западноримския император Валентиниан III, обвинява своята снаха в заговор, екзекутира я и разчленена я връща през 444 г. обратно при баща ѝ. Така се разваля съюза между вестготи и вандали.

## Управление
Торизмунд става крал на вестготите през 451 г. след смъртта на баща му в битката на Каталаунските полета против краля на хуните Атила при дн. Шалон. Торизмунд също участва в тази битка заедно с брат си, бъдещият Теодерих II. Отличава се и е награден за нападениетто на един хълм заедно със западноримския генерал Флавий Аеций.
Още на бойното поле Торизмунд е издигнат от войската за крал. По съвет на Аеций, той се връща скоро след това в Толоса, за да попречи на братята си Фредерих, Ойрих, Рецимер и Химерит, които се намирали там, да се качат на трона. Следващата година (452 г.) Торизмунд води война против съюзените с Рим алани северно от Лоара. След неуспешна блокада на галската столица Арл, той е накаран от римския главнокомандващ да се оттегли обратно.
Торизмунд умира след три години управление през 453 г. Убит е от чирак по нареждане на братята му Теодерих и Фредерих, като първия заема неговото място на трона, а втория става главнокомандващ и заместник на краля.